# Cathy Ubels
Catharina (Cathy) Ubels-Veen (Kampen, 28 oktober 1928 – Amsterdam, 17 februari 2015) was een Nederlands politica. Namens de Evangelische Volkspartij was ze van 1982 tot 1986 lid van de Tweede Kamer der Staten-Generaal.

## Levensloop
Ubels volgde vóór haar politieke carrière een secretaresseopleiding en studeerde daarna enige tijd sociologie. In juni 1975 werd Ubels voor de ARP, later het CDA, lid van de gemeenteraad van Dokkum (tot 1982). Van 1979 tot 1982 was ze ambtenaar van de burgerlijke stand.
Ubels behoorde tot de ontevreden CDA-leden (veelal oud-ARP'ers) die uit de partij stapten. Ze sloot zich aan bij de progressieve Evangelische Volkspartij (EVP). Zij werd na de Tweede Kamerverkiezingen van 1982 op 16 september beëdigd als Tweede Kamerlid en fractievoorzitter van de eenpersoonsfractie van de EVP. Ubels verdedigde de progressief-christelijke standpunten van de EVP in de Kamer en was zeer betrokken bij vraagstukken als armoede, ontwikkelingssamenwerking en vrede en veiligheid. Ze streed voor een anti-kernwapenbeleid van het kabinet-Lubbers en voor meer solidariteit en rechtvaardigheid. Ze sprak premier Lubbers enkele malen op Bijbelse gronden aan op diens instemming met de plaatsing van kruisraketten in Nederland, waarmee zij hem merkbaar tergde.
Bij de Tweede Kamerverkiezingen van 1986 werd zij niet als Kamerlid herkozen en op 2 juni verliet zij het parlement. Ubels stapte in juni 1989 uit de EVP. In datzelfde jaar ging de partij op in GroenLinks.

## Persoonlijk
Cathy Ubels was getrouwd en had vier kinderen. Ze overleed in 2015 op 86-jarige leeftijd.